# شات جي بي تي في التعليم
شات جي بي تي في التعليم هو حالة معينة من الذكاء الاصطناعي في التعليم. أثار دمج برامج بوت الدردشة في التعليم جدلًا واستقصاءً بالغين منذ الإصدار العام لشات جي بي تي بواسطة أوبن أيه آي في نوفمبر عام 2022. تتباين آراء المعلمين على نطاق واسع؛ إذ يرى كثيرون أنها أدوات قيمة، في حين يشكك البعض في فوائد النماذج اللغوية الكبيرة.
يخدم شات جي بي تي أغراضًا تعليمية متعددة، بما في ذلك تقديم نظرة عامة عن الموضوعات، وتوليد الأفكار، والمساعدة في وضع مسودة. سلطت دراسة أجريت عام 2023 الضوء على أن قبولها هو أكثر بين الأساتذة مقارنةً بالطلاب. إضافةً إلى ذلك، فإن برامج بوت الدردشة واعدة بالتدريس الخصوصي.
تركز الجهود المبذولة لحظر برامج بوت الدردشة مثل شات جي بي تي في المدارس في منع الغش، لكن التنفيذ يواجه تحديات بسبب عدم دقة كشف الذكاء الاصطناعي وإمكانية الوصول على نطاق واسع إلى تكنولوجيا برامج بوت الدردشة. قد يؤدي الحظر أيضًا إلى إعاقة فرص الطلاب في تعلم استخدام التكنولوجيا الفعّال، في حين يؤدي إلى توتر العلاقات بين المعلم والطالب.

## خلفية
شات جي بي تي هو مساعد افتراضي طورته شركة أوبن أيه آي وبدأ تشغيله في نوفمبر عام 2022. وهو يستخدم نماذج الذكاء الاصطناعي (AI) المتقدمة التي تسمى المحول المولد مسبق التدريب (جي بي تي، بالإنجليزية: GPT)، مثل جي بي تي-4o GPT-4o))، لتوليد النص. نماذج جي بي تي هي نماذج لغوية كبيرة تُدرَّب مسبقًا للتنبؤ بالرمز التالي في كميات كبيرة من النص (الرمز يتوافق عادةً مع كلمة أو كلمة فرعية أو علامة ترقيم). يتيح لهم هذا التدريب المسبق إنشاء نص يشبه ما يكتبه الإنسان، بواسطة التنبؤ تكرارًا بالرمز التالي المحتمل. تُصقل نماذج جي بي تي هذه بعد التدريب المسبق لتبنّي دور المساعد وتحسين دقة الاستجابة والحد من المحتوى الضار؛ باستخدام التعلم المُراقَب والتعلم المعزز من ردود الفعل البشرية (RLHF).

## الفعّالية والتطبيقات
أظهر شات جي بي تي في تقييم أجري في يناير عام 2023 أداءً قابلًا للمقارنة بمعايير مستوى الدراسات العليا في مؤسسات مثل جامعة منيسوتا وكلية وارتون. قارنت دراسة عمياء أجريت في كلية الحقوق بجامعة ولونغونغ بين جي بي تي-3.5 (GPT-3.5) وجي بي تي-4 (GPT-4) وبين 225 طالبًا في امتحان قانون جنائي في نهاية الفصل الدراسي. كشفت النتائج أن متوسط درجات الطلاب كان أعلى بكثير من نماذج الذكاء الاصطناعي المولِّد (بالإنجليزية: Generative Artificial Intelligence، ويعرف اختصارًا: GenAI).
اختُبِر وأُجيز تطبيقه في مجالات مثل برمجة الكمبيوتر والأساليب العددية. أشارت دراسة لعالمة النفس التقييمية إيكا رويفاينن إلى أن نسبة الذكاء اللغوي لشات جي بي تي يقترب من أعلى 0.1% من المتقدمين للاختبار. أحد عيوب شات جي بي تي الملحوظة هو عدم الدقة العرضية التي تُكتَشف في الواجبات الأكاديمية، وخاصة في المواد التقنية مثل الرياضيات، كما لاحظ معلمون مثل إيثان موليك من كلية وارتون.
كشف استطلاع أجري بين مارس وأبريل عام 2023 أن 58% من الطلاب الأمريكيين أقرّوا باستخدام شات جي بي تي، مع اعتراف 38% باستخدامه دون موافقة المعلم، مما يسلط الضوء على التحديات في فرض الحظر.
شغّلت أوبن إيه آي شات جي بي تي إي دي يو (بالإنجليزية: ChatGPT Edu) في مايو عام 2024 استجابةً للطلب التعليمي، وهدفًا في تقديم إمكانية وصول مُتَيَسِّر التكلفة إلى هذه التكنولوجيا للجامعات.
ظهرت أدوات الذكاء الاصطناعي مثل شات جي بي تي واعدةً في تعزيز مهارات القراءة والكتابة بين المراهقين والبالغين. فهي توفر تغذية راجعة فورية حول الكتابة، وتساعد في توليد الأفكار، وتساعد في تحسين القواعد والمفردات. يمكن لهذه الأدوات أيضًا دعم الطلاب ذوي الإعاقات، مثل عسر القراءة، بواسطة المساعدة في التهجئة والقواعد. إضافةً إلى ذلك، يمكن للذكاء الاصطناعي تسهيل عمليات التفكير العليا من خلال أتْمَتَة المهام من الدرجة الأدنى، مما يسمح للطلاب بالتركيز على العمل المفاهيمي المعقد. أثرت أدوات الذكاء الاصطناعي مثل غيت هاب كوبايلوت، على غرار شات جي بي تي، أثرت إلى حد كبير في البرمجة من خلال تعزيز الإنتاجية والتأثير في تصورات المطورين للذكاء الاصطناعي في المجالات التقنية.
أصبحت شركة تكنولوجيا التعليم تشيغ، والتي كانت موقع ويب مخصص لمساعدة الطلاب في الواجبات باستخدام قاعدة بيانات من أوراق العمل والواجبات المجمعة، أصبحت واحدة من أبرز ضحايا شات جي بي تي، إذ انخفض سعر سهمها إلى النصف تقريبًا بعد إعلان الأرباح الرُبْعِيّة في مايو عام 2023.
فحصت دراسة في عام 2023 دور شات جي بي تي في التعليم بنظرة ناقدة. طلب المؤلفون من شات جي بي تي إنشاء تحليل رباعي (بالإنجليزية: SWOT analysis) لنفسه في بيئة تعليمية، وتحديد العديد من القضايا الرئيسة والاستخدامات المحتملة. أظهروا أنه في حين يمكن لشات جي بي تي توليد استجابات شبيهة باستجابات الإنسان والمساعدة في التعلم الشخصي، إلا أن له حدودًا. فعلى سبيل المثال، قد ينتج الذكاء الاصطناعي معلومات غير دقيقة، تُعرف باسم «الهلوسة»، والتي قد يكون من الصعب على الطلاب التمييز بينها وبين الاستجابات الدقيقة. وهذا يؤكد أهمية تعليم الإلمام الرقمي ومهارات التفكير النقدي. ولاحظت الدراسة أيضًا أن استجابات شات جي بي تي غالبًا ما تفتقر إلى العمق في فهم الأهداف والعمليات التعليمية الأوسع، مع التركيز بالدرجة الأولى في تقديم إجابات فورية للاستفسارات. ونوقشت أيضًا التحيزات المحتملة في بيانات تدريب شات جي بي تي وتَبِعات استخدامه الأخلاقية، وخاصة ما يتعلق بالسيطرة التي يمارسها مطوروه على المحتوى الذي يولده.

### سوء السلوك الأكاديمي والتحديات
أثارت قدرة شات جي بي تي على إنشاء الواجبات مخاوف بشأن النزاهة الأكاديمية، وخاصةً في كتابة المقالات، إذ توقع النقاد إساءة الاستخدام المحتملة وإنقاص قيمة مهارات الكتابة التقليدية.
ذكرت مجلة رولينغ ستون إحدى الحالات التي أساء فيها أستاذ في جامعة تكساس إيه آند إم استخدام شات جي بي تي في مراجعة واجبات الطلاب للتحقق مما إذا كان الواجب قد استغل نموذجًا لغويًا كبيرًا. أعطى شات جي بي تي نتيجة هي أن جميع الطلاب يستخدمونه، ولذلك وضع الأستاذ على الفور درجة الرسوب لجميع طلابه. لاحظت رولينغ ستون مع ذلك أن شات جي بي تي غير قادر على التحقق بشكل موثوق مما إذا كان قد استُخدم لكتابة واجبات الطلاب، وحظي منشور على مجتمع ريديت مخصص لشات جي بي تي باهتمام واسع النطاق حيث هاجم العديد الأستاذ لعدم إلمامه ببوت الدردشة.
مؤخرًا، وجدت دراسة أجريت عام 2024 أن زيادة العبء الأكاديمي والقيود الزمنية تدفع الطلاب إلى استخدام شات جي بي تي تكرارًا. يرتبط هذا الاعتماد مع ذلك بنتائج سلبية مثل التسويف وفقدان الذاكرة وانخفاض الأداء الأكاديمي.